# 国際体操殿堂
国際体操殿堂（こくさいたいそうでんどう, 英: The International Gymnastics Hall of Fame）は、米国オクラホマ州オクラホマシティにある体操競技の競技者およびコーチならびに団体の功績と貢献を称えるために開設された殿堂。
最初の国際体操殿堂は米国体操クリニックのフランク・ウェルズによって1972年に設立されたが、メンバーはオルガ・コルブトだけであり、1970年代後半に解散した。現在の国際体操殿堂は米国の体操専門雑誌『インターナショナル・ジムナスト・マガジン』誌の発行者グレン・サンドビーによって1986年に設立された。当初はカリフォルニア州オーシャンサイドにあったが、1997年に現在のオクラホマシティに移転した。国際体操殿堂の施設はオクラホマ科学博物館の中にある。